# Dale (stacja kolejowa)
Dale (norw.: Dale stasjon) – stacja kolejowa w Dale, w regionie Hordaland, w Norwegii. Znajduje się na Bergensbanen i została otwarta w 1883 roku, kiedy Vossebanen. Stacja Dale jest obsługiwana tylko przez lokalne pociągi z Bergen i kilka pociągów dalekobieżnych, oraz niektóre pociągi nocne. Stacja znajduje się 43,4 m n.p.m. i oddlaona jest 425,29 km od Oslo Sentralstasjon.